# Kodeks 0131
Kodeks 0131 (Gregory-Aland no. 0131) ε 81 (Soden) – grecki kodeks uncjalny Nowego Testamentu na pergaminie, paleograficznie datowany na IX wiek. Rękopis jest przechowywany jest w Trinity College (B VIII, 5) w Cambridge.

## Opis
Do dziś zachowały się 4 karty kodeksu (24,5 na 18,5 cm) z fragmentem Ewangelii Marka (7,3-4.6-8.30-8,16; 9,2.7-9).
Tekst pisany jest jedną kolumną na stronę, w 24 linijkach w kolumnie. Stosuje przydechy i akcenty.

## Tekst
Tekst kodeksu reprezentuje mieszaną tradycję tekstualną. Kurt Aland zaklasyfikował go do kategorii III.

## Historia
Aland datował kodeks na IX wiek. W ten sam sposób datuje go obecnie INTF.
Rękopis został odkryty przez William White w 1857 roku. Gregory w 1908 roku dał mu siglum 0131.
Rękopis cytowany jest w krytycznych wydaniach greckiego Nowego Testamentu (NA26, NA27). W NA27 cytowany jest jako świadek pierwszego rzędu.